# Formand for Grønlands regering
Formand for Grønlands regering (også Formand for Naalakkersuisut grønlandsk: Naalakkersuisut siulittaasuat) er titlen på formanden for Grønlands regering, Naalakkersuisut. Indtil 2009 var titlen Landsstyreformand
Formanden udpeges Grønlands parlament, Inatsisartut (tidligere Grønlands Landsting). Formanden for Grønlands regering udpeger medlemmerne af landsstyret.

## Landsstyreformænd og formænd for Grønlands regering
| Periode     | Navn                  | Parti             | Job                           |
| ----------- | --------------------- | ----------------- | ----------------------------- |
| 1979 - 1991 | Jonathan Motzfeldt    | Siumut            | Præst                         |
| 1991 - 1997 | Lars Emil Johansen    | Siumut            | Lærer                         |
| 1997 - 2002 | Jonathan Motzfeldt    | Siumut            | Præst                         |
| 2002 - 2009 | Hans Enoksen          | Siumut            | Købmand                       |
| 2009 - 2013 | Kuupik Kleist         | Inuit Ataqatigiit | Politiker                     |
| 2013 - 2014 | Aleqa Hammond         | Siumut            | Politiker                     |
| 2014 - 2021 | Kim Kielsen           | Siumut            | Politibetjent                 |
| 2021 - 2025 | Múte Bourup Egede     | Inuit Ataqatigiit | Politiker                     |
| 2025 -      | Jens-Frederik Nielsen | Demokraatit       | Politiker og badmintonspiller |